# Fakulta výtvarných umění Vysokého učení technického v Brně
Fakulta výtvarných umění Vysokého učení technického v Brně (FaVU) je nejmenší a druhá nejmladší fakulta této univerzity. Založena byla v roce 1993, a je tak nejstarší uměleckou fakultou na neumělecké vysokého škole v České republice.

## Historie

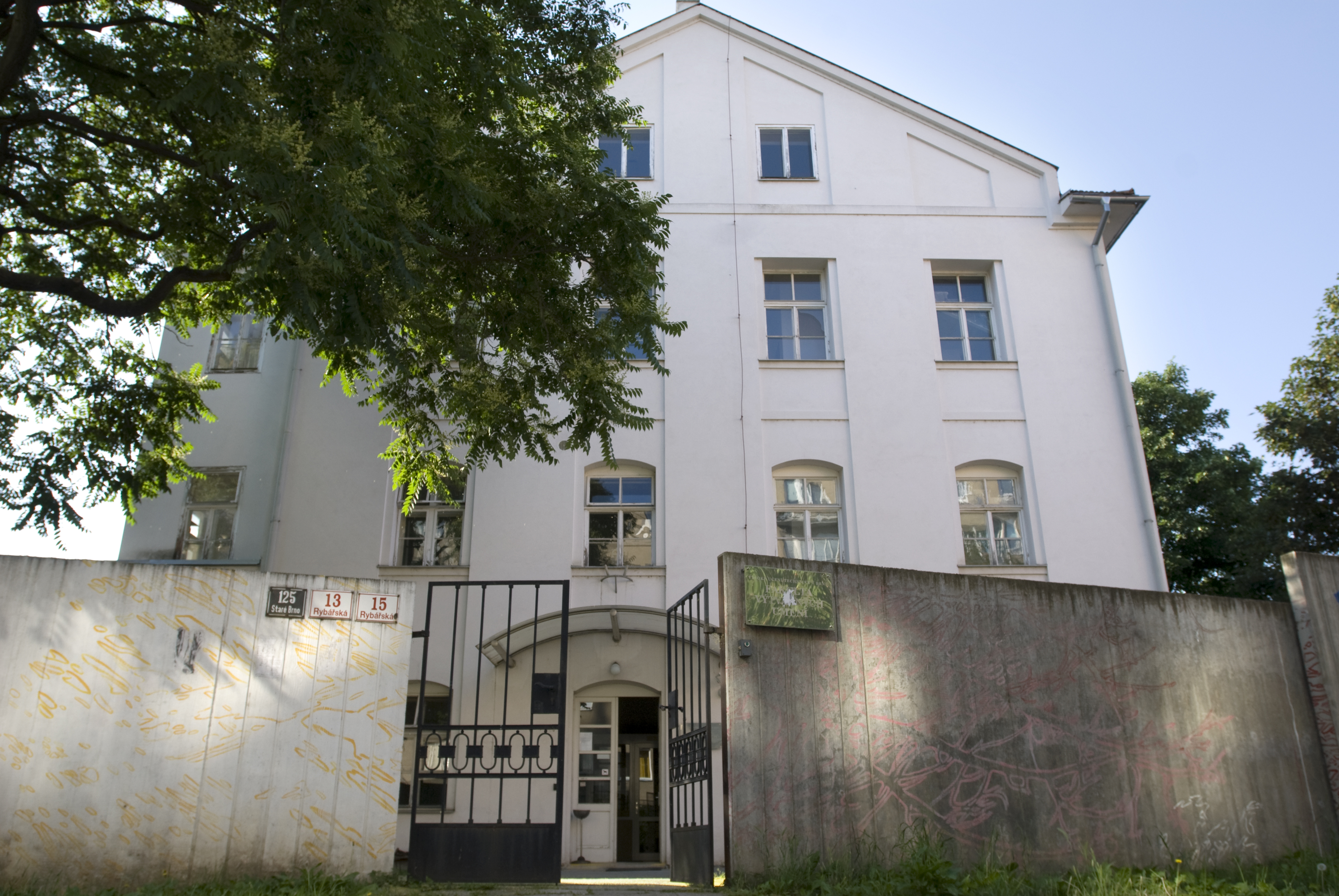
Původní sídlo fakulty v Rybářské ulici

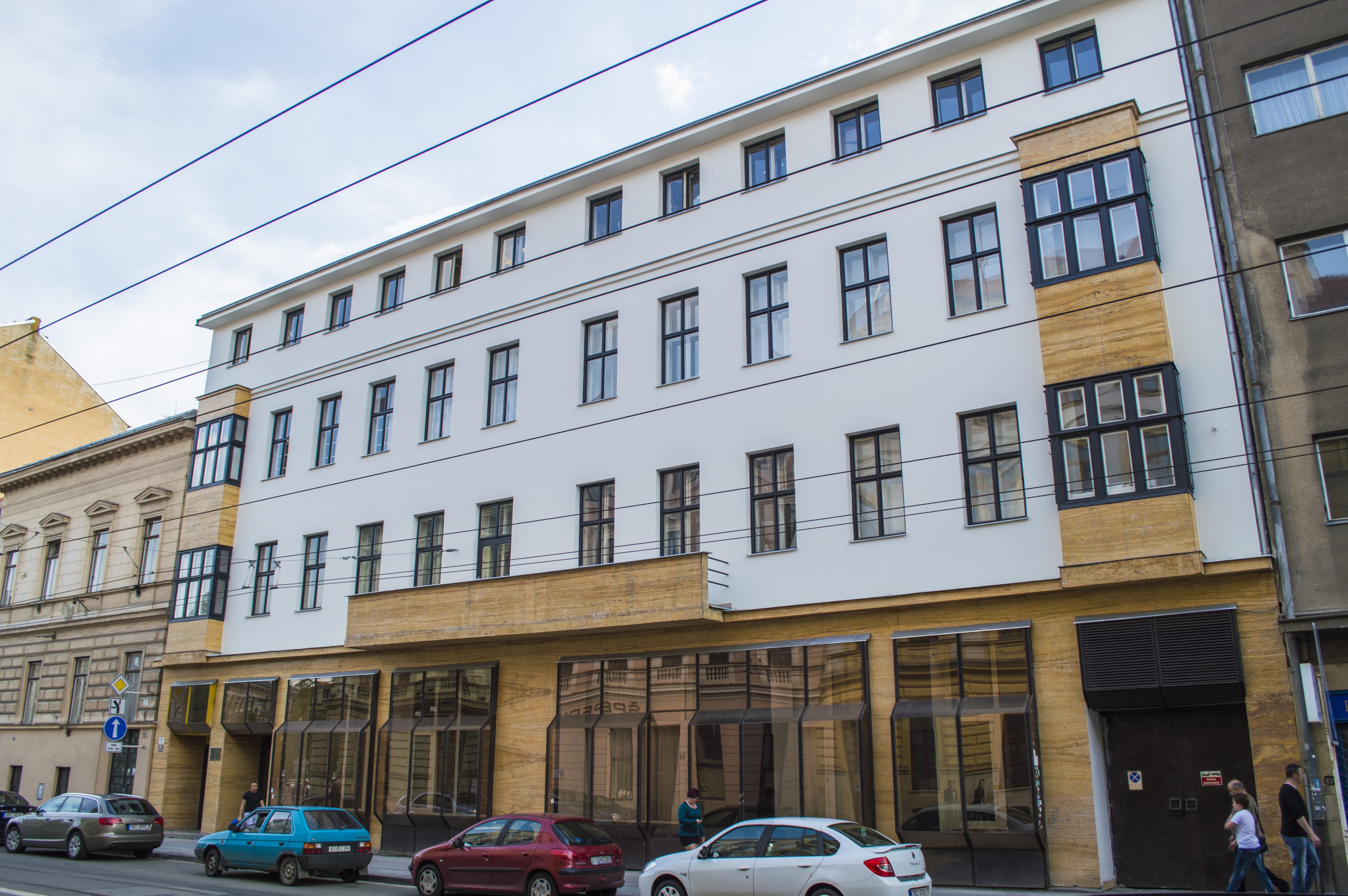
Bývalá budova menzy v ulici Údolní, kterou fakulta v minulosti využívala

O zřízení výtvarné akademie na Moravě usilovaly zdejší umělecké kruhy již od počátku 18. století. Tradice výtvarného vzdělávání na brněnské technice sahá až do roku 1899, kdy byl založen ústav kreslení. Prvním profesorem na ústavu byl akademický malíř Hanuš Schwaiger, po jeho odchodu na pražskou akademii jej nahradil Felix Jenewein. Po osamostatnění studia architektury v roce 1919 došlo k rozdělení výuky na kresbu figurální a krajinnou. Do její historie krátce zasáhli i Josef Šíma a Jaroslav Král. Novou tradici brněnského ústavu kreslení a modelování otevřela poválečná doba. Docentem modelování byl v roce 1945 jmenován sochař Vincenc Makovský, který své pracoviště vybudoval v prostorách budovy v Rybářské ulici na Starém Brně, kde Fakulta výtvarných umění potom sídlila v letech 1993–2016. Od roku 2016 má sídlo v historickém areálu Údolní 53.
Myšlenka moravské vysoké umělecké školy se ve dvacátém století objevila vícekrát, po roce 1989 se jí zabývalo – zpočátku nekoordinovaně – několik skupin brněnských intelektuálů a umělců. Rozhodující iniciativa vzešla z obnoveného uměleckého Sdružení Q, kde hlavní roli sehrál děkan Fakulty architektury VUT Ivan Ruller. Ten založil v roce 1992 na Fakultě architektury VUT Ústav kreslení a modelování, který se stal zárodkem Fakulty výtvarných umění (FaVU), jež zahájila činnost 1. ledna 1993. Prvním děkanem byl zvolen Vladimír Preclík. FaVU začínala se studijním programem Výtvarná umění zahrnujícím tyto studijní obory: sochařství, malířství, kresba a grafika, design vizuálních komunikací, proces–koncept–akce a elektronická multimediální tvorba (videoart). Prvních 45 studentů se vzdělávalo v šesti ateliérech.
Ateliér sochařství vedl Vladimír Preclík, Ateliér malířství Miroslav Štolfa, Ateliér proces–koncept–akce Dalibor Chatrný, Ateliér design vizuálních komunikací Jan Rajlich st. a Ateliér videoartu Radek Pilař. Kresbě a grafice se věnoval Ivan Kříž, kterého později vystřídal James Janíček. Po odchodu Štolfy vedl Ateliér malířství olomoucký rodák Radoslav Kutra, od roku 1995 pak Jiří Načeradský. Po předčasném úmrtí Radka Pilaře se vedení Ateliéru elektronické multimediální tvorby ujal sochař a performer Tomáš Ruller a transformoval jej na Ateliér video–multimédia–performance, kde následně působil jako hostující profesor brněnský rodák Woody Vašulka, průkopník elektronického audiovizuálního umění a videoartu žijící ve Spojených státech. Vedoucím Ateliéru konceptuálních tendencí se po odchodu Chatrného stal slovenský konceptualista Peter Rónai. V akademickém roce 1994/1995 přibyl k šesti oborovým ateliérům další – Ateliér produktového designu s vedoucím Zdeňkem Zdařilem.
Založení Katedry teorií a dějin umění bylo dílem Igora Zhoře, který ji také zpočátku vedl. Později stáli v čele katedry Josef Maliva, Pavel Ondračka, Blahoslav Rozbořil, Petr Spielmann a Kaliopi Chamonikola a Jan Zálešák. Významným členem Katedry teorií a dějin umění byl od jejího založení rovněž teoretik architektury Jan Sedlák.
Po Vladimíru Preclíkovi se děkanem stal roku 1997 teoretik umění Igor Zhoř. Obsahově a personálně rozšířil výuku teorií a dějin umění. To se promítlo do rozdělení diplomových prací na výtvarnou a teoretickou část, jež byla nahrazena až po roce 2010 ústní zkouškou. Za Zhoře byl k Ateliéru grafického designu přiřazen také Ateliér papíru a knihy Jiřího H. Kocmana, který jej vedl až do roku 2011. Po úmrtí Igora Zhoře byl v roce 1998 zvolen děkanem Tomáš Ruller, který přistoupil k rozšíření nabídky oborových specializací. V průběhu let 1998 a 1999 došlo k nárůstu počtu ateliérů na třináct a přibylo i pedagogů. Proměnu fakulty provázelo rovněž angažování nových vyučujících, mezi nimiž byly například i teoretička nových médií Keiko Sei z Japonska nebo umělkyně Barbora Benish z USA. Po předčasném konci děkanského působení Tomáše Rullera vedl fakultu v letech 2000–2004 Jan Sedlák a v letech 2004–2007 Petr Spielmann. Oba děkani nadále rozvíjeli studijní programy a specializace. Mezi lety 2007–2011 působil jako děkan fakulty Michal Gabriel, v letech 2011–2018 byl děkanem Milan Houser. Koncem roku 2016 se fakulta přestěhovala do historického areálu bývalých zeměbraneckých kasáren na Údolní 53. V roce 2019 se děkanem fakulty stal Filip Cenek.

## Současnost
Spojení umělecké fakulty s univerzitou technického zaměření není zcela obvyklé ani ve světě, v České republice zůstává unikátní dodnes. S ohledem na to je utvářena také skladba oborů: jsou zde zastoupeny disciplíny, které prostřednictvím využívání nejnovějších technologií směřují k propojení umění s technikou. V souhrnu oborů volného umění, užité tvorby a aktuálních tendencí pokrývá fakulta celé spektrum současného umění a designu. FaVU má dnes 17 ateliérů. Designové obory zastupují Ateliér grafického designu 1 a 2, Ateliér produktového designu a Ateliér herních médií. Intermediální obory a volnou tvorbu zastupují Ateliér environmentu, Ateliér performance, Ateliér video, Ateliér intermédií, Ateliér fotografie, Ateliér tělového designu, Ateliér sochařství, Ateliér prostorové tvorby, Ateliér malířství 1, 2 a 3 a Ateliér kresby a grafiky. Specifickým ateliérem je Visiting Artist’s Studio (od roku 2019), kde výuka probíhá pod vedením zvaného zahraničního hosta nebo kolektivu. Praktickou ateliérovou výuku doplňují přednášky z dějin umění, designu, estetiky, filozofie, sociologie a řada volitelných předmětů, zajišťovaných Katedrou teorií a dějin umění. Odborné pedagogické a technologické úkoly celofakultního rázu zajišťují Kabinet audiovizuálních technologií, Kabinet designu, Kabinet tradičních médií (do roku 2018 Kabinet večerní kresby) a Kabinet 3D technologií. Součástí posledně zmíněného kabinetu je i 3D studio, které bylo založeno v roce 2007 jako vůbec první svého druhu na umělecké škole v České republice.
Studium na FaVU probíhá ve čtyřletém bakalářském a navazujícím dvouletém magisterském studiu. Absolventi získávají titul bakalář/ka umění, resp. magistr/a umění (BcA. a MgA.). Kromě bakalářského a magisterského programu realizuje FaVU také čtyřleté doktorské studium. FaVU je vysoce výběrovou vzdělávací institucí, kde počet zájemců o studium každoročně mnohonásobně převyšuje počet přijatých uchazečů. FaVU promovala první absolventy a absolventky magisterského studia v roce 1998 a v současnosti má přes tisíc sedm set absolventů a absolventek bakalářského (více než 840), magisterského (834) a doktorského studia (41). Významná část absolventů a absolventek se úspěšně podílí na uměleckém dění v České republice i v zahraničí. FaVU udržuje kontakty s celou řadou uměleckých fakult a akademií formou nejrůznějších výměn, spoluprací a účastí ve vzdělávacích programech. Studenti a studentky mají během studia možnost konzultovat v kterémkoli ateliéru. Mohou se účastnit výuky v jiném ateliéru formou semestrálních stáží, nebo trvale přestoupit. Uvědomují si tak vzájemnou provázanost disciplín a získávají možnost alternativního uplatnění ve společnosti. Při uměleckém vzdělávání je kladen důraz na profesionální osvojení si nejen řemeslných a technologických stránek tvorby. Pravidelné prezentace školních děl umožňují studujícím veřejnou konfrontaci a navazování kontaktů s galeristy, kurátorkami i sběrateli. Významnou podporu v tomto ohledu poskytuje i Galerie FaVU, která je živým komunikačním prostorem nastupující generace umělců a umělkyň a zároveň experimentální laboratoří otevřeného dialogu akademického prostředí s veřejností.

## Výuka

### Studijní programy
FaVU nabízí umělecké vzdělání v bakalářském, magisterském a doktorském studijním programu.

### Ateliéry
Bakalářské a magisterské studijní programy jsou v současnosti vyučovány v 17 ateliérech.
- Ateliér herních médií
- Ateliér grafického designu 1
- Ateliér grafického designu 2
- Ateliér produktového designu
- Ateliér kresby a grafiky
- Ateliér malířství 1
- Ateliér malířství 2
- Ateliér malířství 3
- Ateliér sochařství
- Ateliér prostorové tvorby
- Ateliér tělového designu
- Ateliér environmentu
- Ateliér intermédií
- Ateliér performance
- Ateliér video
- Ateliér fotografie
- Visiting Artist’s Studio

### Kurzy pro veřejnost
FaVU také pořádá kurzy a letní školy pro veřejnost.

## Děkani
Prvním děkanem a zakladatelem fakulty byl sochař Vladimír Preclík.